# トリス(トリメチルシリル)ホスフィン
トリス(トリメチルシリル)ホスフィンは、分子式P(Si(CH3)3)3で表される有機リン化合物である。空気中で容易に加水分解され自然発火する、無色の液体である。

## 合成

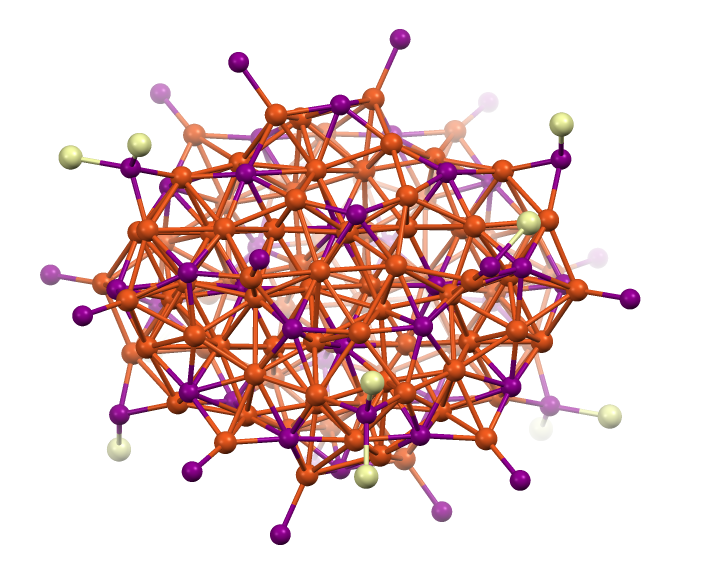
銅ホスフィドクラスターCu_{96}P_{30}{P(SiMe_{3})_{2}}_{6}(PEt_{3})_{18} (赤：銅、紫：リン、灰：ケイ素水素及び炭素は省略）
トリス(トリメチルシリル)ホスフィンは、ホスフィド配位子を導入するために用いられている。

トリス(トリメチルシリル)ホスフィンは、白リンをナトリウム-カリウム合金とクロロトリメチルシランで処理することにより得られる。 
1/4 P4  +  3 Me3SiCl  +  3 K   →  P(SiMe3)3  +  3 KCl
その他いくつかの調製法が知られている。 

## 反応
トリス(トリメチルシリル)ホスフィンは加水分解を受けて、猛毒のホスフィンを生成する。
対応する塩化アシルとの反応により、tert-ブチルホスファアセチレン(英語版)などのホスファアルキンが得られる。 

トリス(トリメチルシリル)ホスフィンを用いたホスファアルキンの合成

カリウム tert-ブトキシドとの反応により、P-Si結合が1本切断され、ビス(トリメチルシリル)ホスフィドが生成する。 
P(SiMe3)3  +  KOtBu   →   KP(SiMe3)2  +  Me3SiOtBu
金属ホスフィドクラスターの調製にも用いられる試薬である。金属のハロゲン化物やカルボン酸塩をトリス(トリメチルシリル)シランで処理することにより調製できる。

## 安全性
トリス(トリメチルシリル)ホスフィンは空気中で自然発火するため、不活性気体下で使用する必要がある。